# Palladas
Palladas (Gr. Παλλαδᾶς) was een kleindichter uit Alexandrië in de late oudheid. 151 van zijn epigrammen zijn bewaard in de Griekse Anthologie, die onder zijn naam ook nog 23 gedichten bevat waarvan het auteurschap verdacht is. Zijn gedichten moeten een ruime verspreiding hebben gehad, want fragmenten zijn aangetroffen op een toiletmuur in Efeze en op een heiligengraf in Megiste. Een recent uitgegeven papyruscodex (P.CtYBR inv. 4000) voegt een zestigtal epigrammen toe aan zijn gekende oeuvre. Als de toeschrijving correct is, zou dit ook betekenen dat Palladas niet rond 400 leefde, zoals traditioneel aangenomen, maar bijna honderd jaar eerder in de tijd van Constantijn de Grote. Het beroemde epigram over Hypatia van Alexandrië zou dan niet van zijn hand kunnen zijn. Palladas' toon is satirisch en vaak schofferend. Onder andere de christenen en zijn vrouw – mogelijk een literaire topos – moeten het geregeld ontgelden.   

## Nederlandse vertaling
De epigrammen van Palladas uit de Griekse Anthologie zijn volledig vertaald:
- Palladas. Epigrammen, tweetalige editie ingeleid, vertaald en geannoteerd door Allard Schröder, 1998, ISBN 9789056930219